# 葶菊属
葶菊属（学名：Cavea）是菊科下的一个属，为多年生草本植物。该属仅有葶菊（Cavea tanguensis）一种，分布于锡金至中国西南部。